# Volvo 8700
De Volvo 8700 is een autobustype voor het streekvervoer, die tussen 2002 en 2011 werd geproduceerd door Volvo en carrosseriebouwer Carrus. De carrosseriefabriek van Carrus is gevestigd in Wrocław (Polen). De Volvo 8700 is groter dan de Volvo 7700, die ook geschikt is voor het stadsvervoer. In 2011 is de Volvo 8700 vervangen door de Volvo 8900.

## Inzet

### Nederland
De vervoerders Arriva, AMZ, BusiNext, Hermes en OV Regio IJsselmond hebben momenteel Volvo 8700 bussen in hun wagenpark.
| Vervoerder               | Series      | Inzet                              | Opmerking | Afbeelding |
| ------------------------ | ----------- | ---------------------------------- | --- | ---------- |
| Abbas en Pronk           | 115         | Pendelvervoer                      | Ex-TPF Freiburg |            |
| AOC Terra                | 40-BDB-3    | Schoolvervoer                      | |            |
| AMZ                      | 447-448     | Zeeland                            | Dragen bij Connexxion de nummers 1071 en 1072. Ex Veolia 5869 en 5878. |            |
| Arriva                   | 5501-5506   | Qliners Groningen-Lelystad         | Ex Connexxion 5630, 5657, 5664, 5659, 5665, 5633 |            |
| Arriva                   | 7296-7297   | Bravodirect                        | Ex Connexxion 5713 en 5714 |            |
| Arriva                   | 7761-7762   | Hoeksche Waard, Zuid-Holland Noord | Ex Veolia 5860 en 5870 |            |
| Blauw's Reizen           | BR-HS-99    |                                    | Ex-Connexxion 5672 |            |
| BusiNext                 | 402         | HWGO                               | Tevens lesbus |            |
| BusiNext                 | 442         | West-Brabant                       | |            |
| Connexxion               | 3150        | Zaanstreek                         | Demobus, is naar TCR gegaan |            |
| Connexxion               | 3500-3549   |                                    | Deze bussen werden oorspronkelijk ingezet op de Interliners in de concessie Duin- en Bollenstreek/Leiden Rijnstreek/Midden-Holland. Na verlies van deze concessie werden de 3500, 3501, 3502, 3527, 3528, 3529 en 3530 tot 8 juli 2016 ingezet op spitslijn 150 Almere - Utrecht De Uithof (Connexxion Tours). De rest reed tot 7 december 2013 in de concessie IJsselmond. Daarna tijdelijk over naar dochteronderneming OV Regio IJsselmond. Ook hier inmiddels niet meer in dienst. |            |
| Connexxion               | 4300-4311   |                                    | |            |
| Connexxion               | 5612-5615   | Noord-Holland Noord                | |            |
| Connexxion               | 5616-5637   | Voorne-Putten                      | Verschillende bussen zijn verkocht aan Javo Tours en Arriva. |            |
| Connexxion               | 5638-5665   | Noord-Holland                      | |            |
| Connexxion               | 5666-5669   | Zeeland                            | Geëxporteerd naar Duitsland (Transdev) |            |
| Connexxion               | 5670-5684   | IJsselmond                         | |            |
| Connexxion               | 5685-5698   | Hanzeliner                         | De 5687 is na het opheffen van de Hanzeliner als 5670-5684 in Connexxion-kleuren gespoten. |            |
| Connexxion               | 5699-5728   | R-net Almere                       | |            |
| Connexxion               | 5729-5748   | Zeeland                            | Reden enige tijd bij OV Regio IJsselmond. De 5739-5748 rijden in Zeeland. |            |
| E&R                      | BZ-JL-70    |                                    | Ex-Van Dijk |            |
| E&R                      | BZ-LX-94    |                                    | Ex-Van Dijk |            |
| Hanneman                 | 86          |                                    | Ex-Veolia 5809 |            |
| Hermes                   | 5737-5738   | Veluwe-Zuid                        | Voorheen OV Regio IJsselmond, daarvoor Novio, daarvoor Qbuzz 405 en 404 |            |
| HTS                      | 71          |                                    | ex-Lekker Geel Busje 5 |            |
| HTS                      | 81          |                                    | ex-Lekker Geel Busje 4 |            |
| HJG Busvervoer           | 1-3         | Pendelvervoer                      | Ex Connexxion 3506, 3508, 3539 |            |
| HJG Busvervoer           | 4-5         | Pendelvervoer                      | Ex Arriva 7761 en 7762 |            |
| HJG Busvervoer           | 6           | Pendelvervoer                      | Ex Connexxion 5675 |            |
| HJG Busvervoer           | 7-9         | Pendelvervoer                      | Ex Connexxion 5720, 5726, 5727 |            |
| Javo Tours               | BP-BP-66    |                                    | Ex Connexxion 5629 |            |
| Javo Tours               | BP-BP-97    |                                    | Ex Connexxion 5635 |            |
| Javo Tours               | BP-DJ-37    |                                    | Ex Connexxion 5639 |            |
| Javo Tours               | BP-DJ-47    |                                    | Ex Connexxion 5643 |            |
| Javo Tours               | BP-DJ-50    |                                    | Ex Connexxion 5655 |            |
| Kwibus                   | BP-DJ-49    | Feestvervoer                       | Ex Connexxion 5644 |            |
| Kwibus                   | BR-GH-31    | Feestvervoer                       | Ex HJG 1 |            |
| Kwibus                   | BR-GH-90    | Feestvervoer                       | Ex HJG 2 |            |
| Novio                    | 5729 - 5748 | Arnhem-Nijmegen                    | Ex Womy |            |
| Personenvervoer Van Dijk | BZ-JL-70    | Kleinschalig OV GD                 | |            |
| Personenvervoer Van Dijk | BZ-LX-94    | Kleinschalig OV GD                 | |            |
| Oostenrijk               | 223         | Pendeldienst Schiphol              | |            |
| OV Regio IJsselmond      | 5729-5748   | IJsselmond                         | Reden eerst bij Breng voor ze in IJsselmond gingen rijden. Gedeeltelijk ex Qbuzz 401-410. De 5729-5736 rijden bij Connexxion als lesbus. 5737 en 5738 rijden sinds december 2022 bij Hermes. 5739-5748 rijden sinds maart 2024 bij Connexxion. |            |
| Qbuzz                    | 401-410     | Zuidoost-Fryslân                   | Tijdelijke bussen in afwachting van bestelde aardgasbussen. Na de komst van die bussen gingen ze naar Breng/Connexxion/OV Regio IJsselmond. |            |
| RMC Tours                | 416-417     |                                    | |            |
| Snelle Vliet             | 207         |                                    | |            |
| TCR                      | 90          | HWGO                               | Ex Connexxion 3150. |            |
| TCR                      | 402         | HWGO, Zeeuws Vlaanderen            | Deze bus is naar BusNext gegaan |            |
| TCR                      | 442         | Brabant                            | Deze bus is naar BusNext gegaan |            |
| Veolia Transport         | 5801-5810   | Zuid-Limburg, Zeeuws-Vlaanderen    | |            |
| Veolia Transport         | 5859-5883   | Brabantliner                       | Deze bussen zijn nu uit dienst bij Veolia Transport. De 5860 en 5870 rijden nu bij Arriva. |            |